# طريق الملح القديم

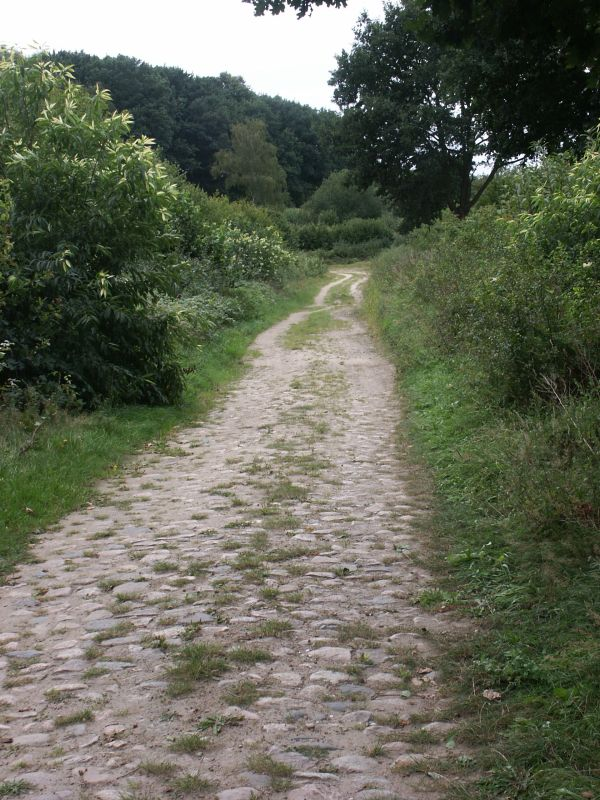
طريق Alte Salzstraße أو طريق الملح القديم، يقع في شمال ألمانيا، وهو مثال يُظهر لنا أهمية نقل وتجاره الملح بالنسبة للكثير من الثقافات

الت سالستراب (بالألمانية: Alte Salzstraße) أو طريق الملح القديم طريق تجاري قديماً في العصور الوسطى في شمال ألمانيا، يعد من ضمن أحد الطرق القديمة التي كانت تُستخدم في نقل الملح في المقام الأول، والمواد الغذائية الأُخرى.